# Victor Hugo

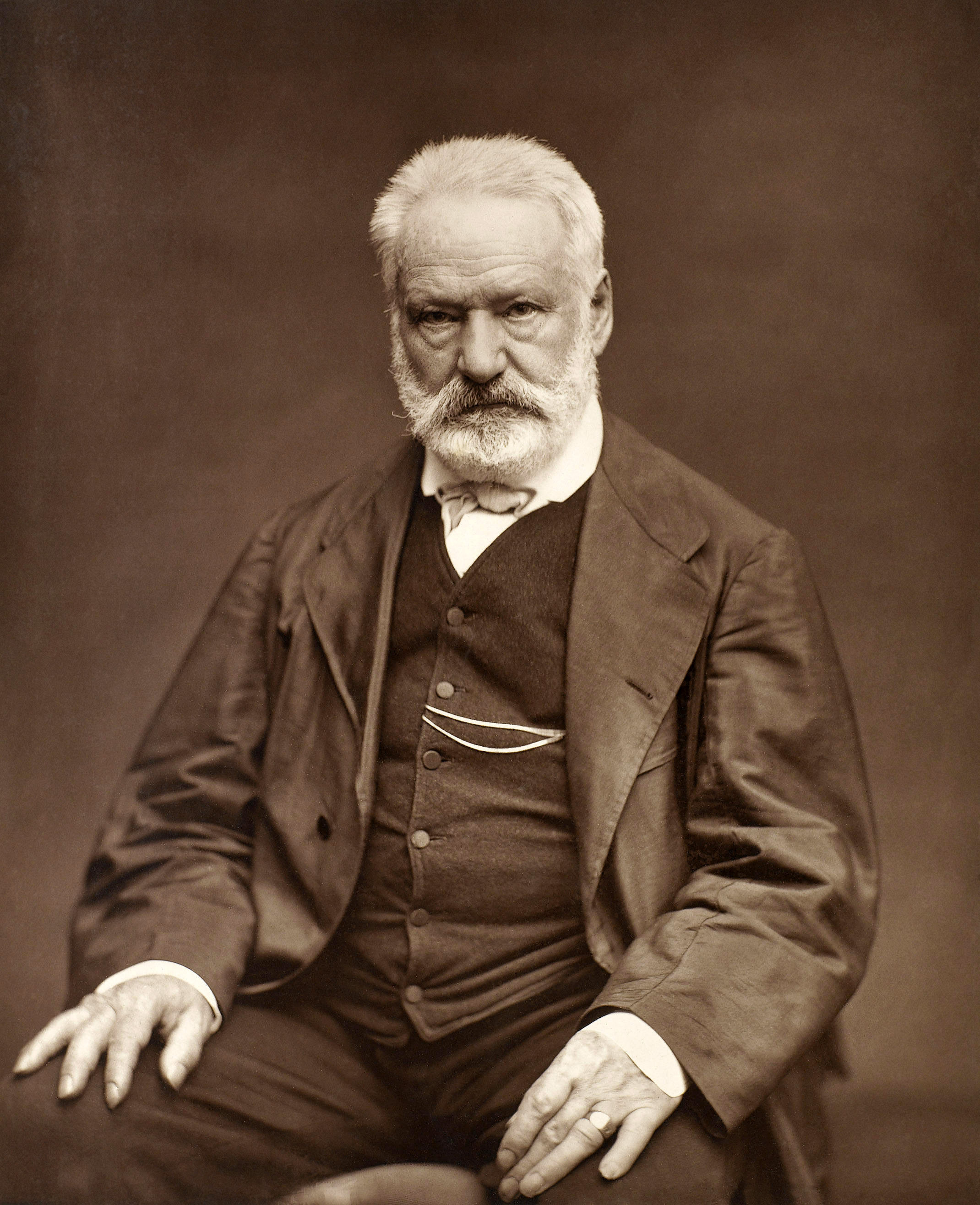
Victor Hugo, Fotografie von Étienne Carjat, 1876

Victor-Marie Vicomte Hugo [viktɔʁ maʁi yˈɡo] ⓘ (* 26. Februar 1802 in Besançon; † 22. Mai 1885 in Paris) war ein französischer Schriftsteller und Politiker.
Er verfasste Gedichte sowie Romane und Dramen und betätigte sich als literarischer, aber auch politischer Publizist. Mehrfach war er als Angehöriger der Pairskammer Abgeordneter oder Senator und damit direkt politisch aktiv. Neben Molière, Voltaire oder Balzac gilt er vielen Franzosen als ihr größter Autor. Sein Schaffen kann teils der Romantik, teils dem Realismus zugeordnet werden.

## Leben und Schaffen

### Die Anfänge und erste Erfolge
Victor Hugo war der jüngste von drei Söhnen des 1809 von Napoleon zum General beförderten und in den Grafenstand erhobenen Joseph Léopold Sigisbert Hugo (1773–1828) und dessen bretonischer Ehefrau Sophie Trébuchet (1772–1821). Die Kindheit der Brüder war sehr unruhig. Nicht nur war der Vater als hoher Militär häufig abwesend, auch die Mutter ging oft eigene Wege, nachdem sie sich offenbar früh von ihrem Mann entfremdet hatte und ein Verhältnis mit dem General Victor-Claude-Alexandre Fanneau de Lahorie eingegangen war, der 1810 als Verschwörer verhaftet und 1812 hingerichtet wurde. Hugo wuchs überwiegend in Paris auf, verbrachte aber mit seiner Familie auch längere Zeit beim Vater in Neapel (1808) und in Madrid (1811/12). Ab 1812, nachdem sich die Eltern getrennt hatten, lebten er und sein mittlerer Bruder Eugène in Paris bei der Mutter. Als 1815 auch der älteste, Abel, nach Paris kam, wurden die drei Brüder vom Vater in ein Privatinternat („Pension“) gegeben, von wo aus sie das Lycée Louis-le-Grand besuchten.
Vielleicht schon mit 10 begann Hugo zu schreiben, und früh war sein Ziel, „Chateaubriand zu werden oder nichts“. Mit 15 erhielt er bei einem Dichtwettbewerb eine „ermutigende Erwähnung“. Mit 16 begann er, wieder bei seiner Mutter lebend, gemeinsam mit Eugène ein Studium der Rechtswissenschaften. Eben siebzehnjährig (1819) gründete er zusammen mit beiden Brüdern, die ebenfalls zu schreiben versuchten, die literarische Zeitschrift Le Conservateur littéraire. Die Zeitschrift war nach dem Vorbild von Chateaubriands politischer Zeitschrift Le Conservateur konzipiert; zu dieser Zeit waren sie noch unter dem Einfluss der Mutter überzeugte Royalisten. 1819 bekam Hugo eine Auszeichnung in einem Dichtwettbewerb und knüpfte erste Beziehungen in Pariser Literatenkreisen. 1820 erhielt er eine Gratifikation für seine Ode sur la mort du duc de Berry („Ode über den Tod des Duc de Berry“, eines von einem Attentäter erstochenen Neffen von König Ludwig XVIII. und potenziellen Thronerben).
Im selben Jahr druckte Le Conservateur Hugos erstes erzählendes Werk Bug-Jargal, das während des Sklavenaufstandes spielt, durch den Haiti 1791 von der Kolonialmacht Frankreich unabhängig wurde. 1822 erschien sein erster Gedichtband Odes et poésies diverses, der ihn wiederum als Royalisten auswies und ihm eine königliche Pension von 1000 Francs jährlich eintrug, von der eine bescheidene Einzelperson leben konnte. Nach dem Tod seiner Mutter (1821) und der Wiederverheiratung seines Vaters ehelichte Hugo 1822 die neunzehnjährige Adèle Foucher, eine Freundin aus Kindertagen, mit der er seit drei Jahren heimlich verlobt war. Ein erstes Kind starb kurz nach der Geburt (1823); vier weitere Kinder folgten: 1824 Léopoldine, 1826 Charles, 1828 François-Victor, 1830 Adèle, von denen jedoch nur die Letztgeborene Hugo überlebte.
Im Jahr 1823 kam sein erster Roman heraus, die Schauergeschichte Han d’Islande, die ihm eine weitere „Pension“ von 2000 Francs einbrachte, womit das Existenzminimum der jungen Familie gesichert war. Nachdem 1824 der Sammelband Nouvelles Odes erschienen war, fand er als hoffnungsvoller junger Autor Zutritt zu dem literarischen Salon von Charles Nodier, der die erste Generation der französischen Romantiker um sich versammelte. 1825 wurde er zum Chevalier de la Légion d’Honneur (Ritter der Ehrenlegion) ernannt und als Gast zu der pompösen Zeremonie geladen, bei der Karl X., der Bruder und Nachfolger von Ludwig XVIII., in der Kathedrale von Reims zum neuen König gekrönt wurde. Auf der Geburtsanzeige seines dritten Kindes (1826) nennt Hugo sich stolz „Baron“. Bald danach jedoch änderte er unter dem Einfluss seiner neuen Romantiker-Freunde seine politische Einstellung und mutierte vom Royalisten zum oppositionellen Liberalen. 1826 erschien in Buchform und zum Roman verlängert eine neue Version von Bug-Jargal.

### Hugo als Exponent der romantischen Schule

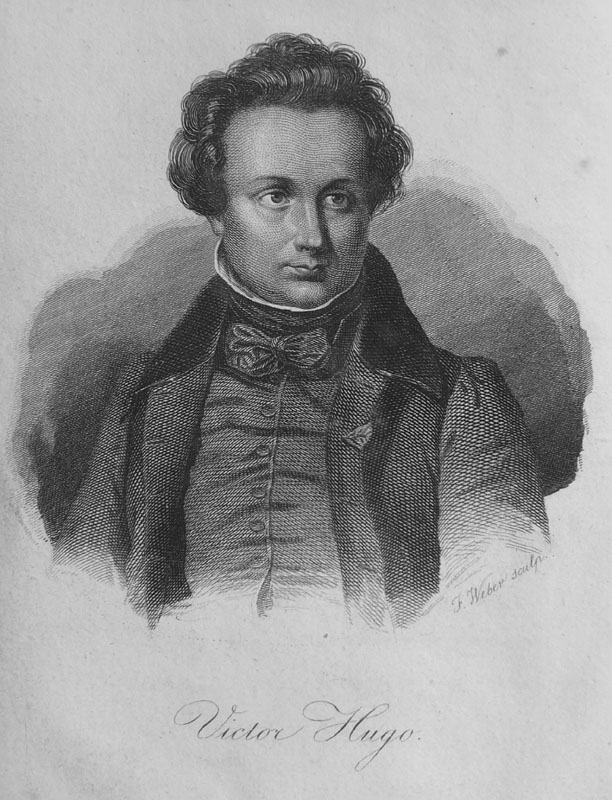
Friedrich Webers Porträt in Band 1 der „Sämtlichen Werke“, 1835

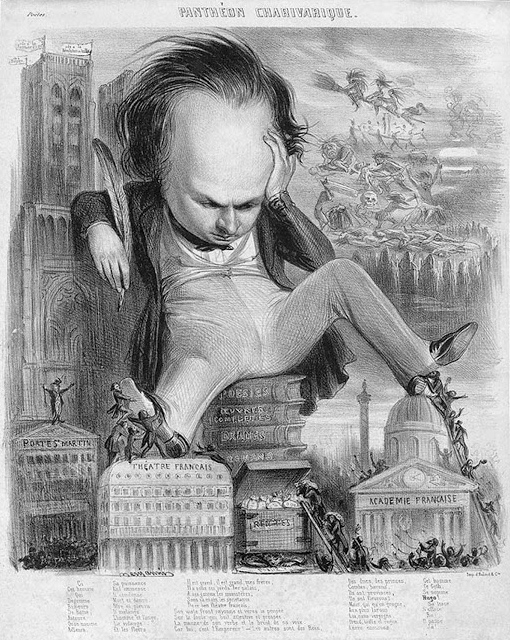
Victor Hugo, sitzend auf den Konventionen (der „Französischen Akademie“ und dem Nationaltheater Théâtre français)

1827 schrieb Hugo sein erstes Stück, das Versdrama Cromwell. Dieses erwies sich zwar als kaum spielbar, das Vorwort jedoch, die berühmte Préface de Cromwell, wurde zum Manifest des neuen romantischen Theaters und überhaupt der romantischen Schule, deren unbestrittener Chef Hugo inzwischen war und die er in dem legendären Kreis des Cénacle um sich versammelte.
1829 publizierte Hugo den Roman Le dernier jour d’un condamné à mort, ein Plädoyer gegen die Todesstrafe und indirekte Regimekritik. Im selben Jahr verfasste er die melodramatischen historischen Stücke Marion Delorme, das vor der Aufführung als regimekritisch verboten wurde, und Hernani. Dessen Uraufführung am 25. Februar 1830 ging als bataille d’Hernani (Schlacht um Hernani) in die Literaturgeschichte ein, nämlich als lautstark im Publikum ausgetragene Auseinandersetzung zwischen den Anhängern des klassizistischen Regeltheaters und den Adepten des neuen romantischen Theaters, das vor allem die „Wahrheit“ der Darstellung intendierte. Privat allerdings ging es Hugo weniger gut: Ehefrau Adèle begann ein Verhältnis mit seinem Freund und Literatenkollegen Charles-Augustin Sainte-Beuve, das er hilflos duldete und dessen Reflexe sich in Gedichten der Sammlung Les feuilles d’automne („Herbstblätter“, Ende 1831) finden.
1831 publizierte Hugo eines seiner erfolgreichsten Werke, den 1482 spielenden Roman Notre Dame de Paris, dessen zentrale Figuren und Handlungsstränge sich um die Kathedrale gruppieren und ein Bild vom spätmittelalterlichen Paris entwerfen sollen (weshalb der gängige deutsche Titel „Der Glöckner von Notre-Dame“ nicht recht zutreffend ist). In den nächsten Jahren verfasste Hugo hauptsächlich historische Stücke, deren erstes, Le roi s’amuse („Der König amüsiert sich“, 1832), als politisch missliebig direkt nach der Premiere verboten wurde. Denn Hugo war, zusammen mit anderen jungen Intellektuellen, schon bald nach der Julirevolution von 1830 in Opposition zu dem neuen Regime von „Bürgerkönig“ Louis-Philippe I. gegangen. Die nächsten Stücke wurden jedoch zunehmend weniger kritisch. Es waren: 1833 Lucrèce Borgia und Marie Tudor, 1835 Angelo, 1838 Ruy Blas. 1837 lernte Hugo König Louis-Philippe persönlich kennen und näherte sich ihm politisch weiter an.
Neben den belletristischen Arbeiten schrieb und publizierte Hugo auch Gedichte, die er von Zeit zu Zeit gesammelt herausgab: Les Chants du crépuscule („Dämmerungsgesänge“, 1835), Les voix intérieures („Die inneren Stimmen“, 1837), Les rayons et les ombres („Strahlen und Schatten“, 1840).
Zwischen 1838 und 1840 unternahm Hugo drei Rhein-Reisen, die ihn den ganzen Fluss entlang bis in die Schweiz führten. Seine detaillierten lokalen Beobachtungen und verallgemeinernden Schlussfolgerungen legte er in dem 1841 publizierten (dt. 1842) dreibändigen Werk „Der Rhein. Briefe an einen Freund“ dar. Im dritten Band formulierte Hugo Ideen zur deutsch-französischen Partnerschaft und zur Europäischen Einigung, die erst über hundert Jahre später Wirklichkeit wurden.
Inzwischen ging es Hugo auch privat wieder gut: Anfang 1833 hatte er die vier Jahre jüngere Schauspielerin Juliette Drouet kennengelernt, mit der er bis zu ihrem Tod 1883 zusammenblieb. 1838 erwarb ein Verlag für enorme 300.000 Francs die Rechte an seinen bisherigen Werken. 1841 wurde er nach mehreren Anläufen endlich in die Académie française gewählt. 1843 allerdings war sein Drama Les Burgraves („Die Burggrafen“) ein kompletter Misserfolg, der ihm für immer die Freude am Theater verdarb. Ein anderer, größerer Schicksalsschlag war im selben Jahr der Tod seiner jungverheirateten Lieblingstochter Léopoldine, die mit ihrem Mann bei einem Bootsunglück in Villequier starb.
Im Jahre 1845 erhob König Louis-Philippe Hugo zum Vicomte und Pair, das heißt zum Mitglied auf Lebenszeit der Pairskammer, des Oberhauses des Parlaments, das dann allerdings nach der Februarrevolution 1848 abgeschafft wurde.
Nachdem Hugo 1846 jedoch erneut seine politische Richtung geändert hatte und zum Republikaner mutiert war, begann er 1847 einen sozial engagierten Roman in der Manier von Eugène Sues berühmten Les mystères de Paris, der aber erst 1862 als Les Misérables (dt. heute: Die Elenden, früher: Die Miserablen) fertiggestellt werden sollte. Beim Ausbruch der Februarrevolution 1848 war er zunächst begeistert, schlug sich nach dem Juni-Aufstand der Pariser Arbeiter aber auf die Seite des konservativen „Parti de l’ordre“ und dann auf die des neugewählten Präsidenten Louis-Napoléon Bonaparte. Zum konservativen Abgeordneten gewählt, verwirrte er jedoch seine politischen Freunde durch sozial engagierte und politisch liberale Reden.
Darüber hinaus war Hugo in der von Étienne Pariset gegründeten Société protectrice des animaux als Gegner der Vivisektion aktiv. Das brachte ihm auch die Freundschaft zu Marie-Françoise Bernard ein.

### Die Jahre des Exils

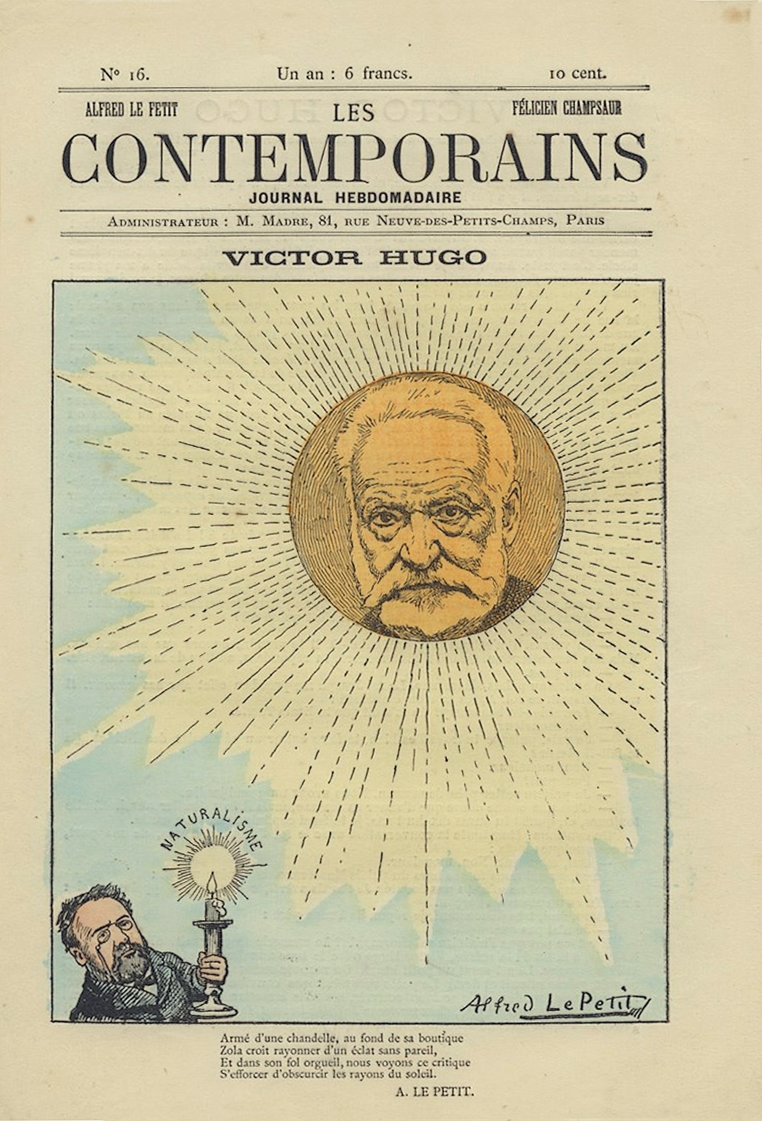
Karikatur von Alfred Le Petit, Les Contemporains Nr. 16, 1881

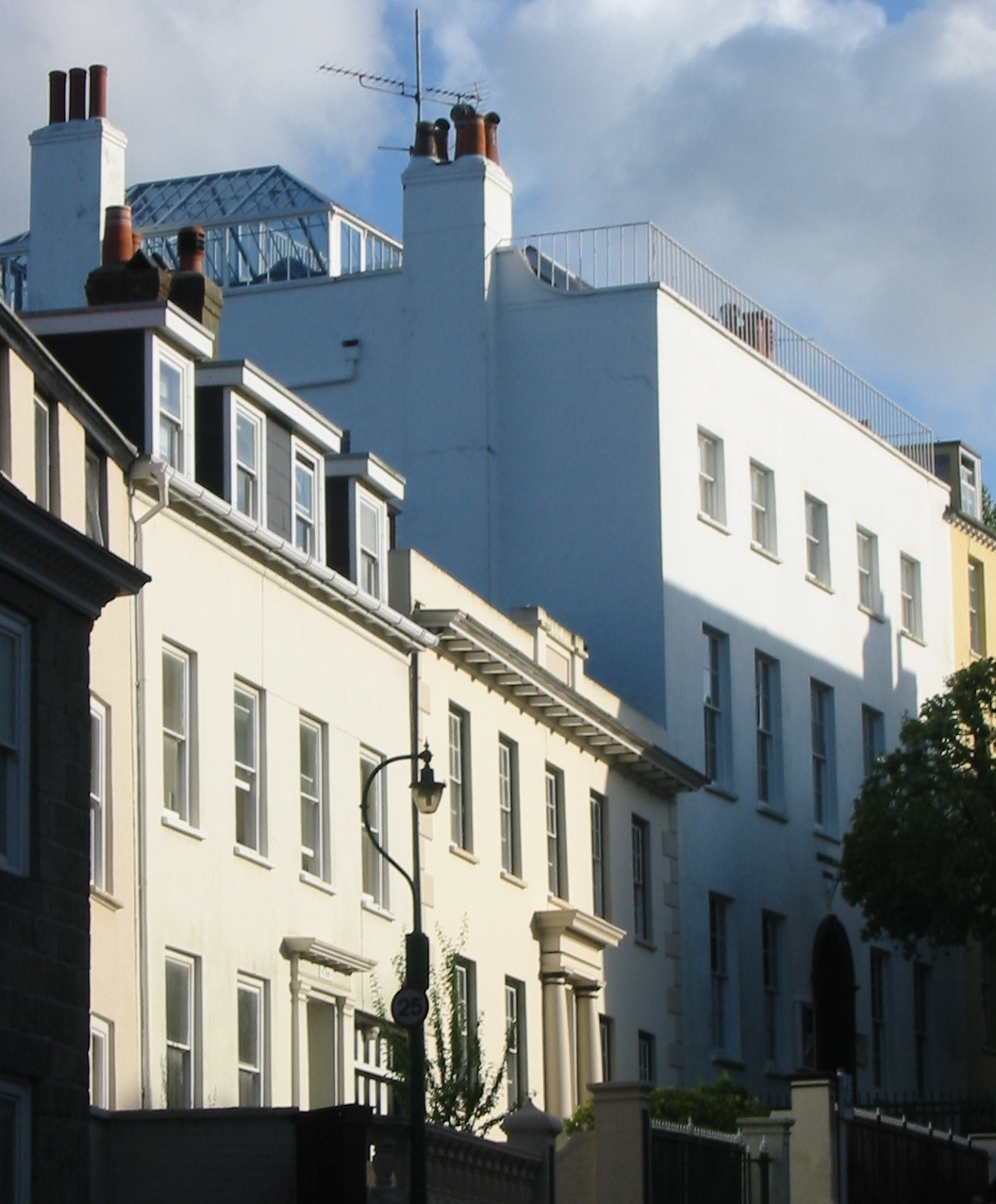
Hauteville House in Saint Peter Port

Als Hugo sich gegen den Staatsstreich auflehnte, mit dem sich Bonaparte am 2. Dezember 1851 zum Präsidenten auf Lebenszeit machte, wurde er kurz inhaftiert und anschließend aus Frankreich verbannt. Er ließ sich auf den französischsprachigen, aber zu England gehörenden Kanalinseln nieder, erst auf Jersey und dann auf Guernsey, in Saint Peter Port, wo er das Hauteville House bewohnte. Von hier aus attackierte er Bonaparte, der sich am 2. Dezember 1852 als Napoléon III. zum Kaiser hatte ausrufen lassen, satirisch als „Napoléon le Petit“, als „Kleinen Napoleon“ (im Vergleich zu seinem großen Onkel).
1862 veröffentlichte Hugo mit großem Erfolg Les Misérables, einen monumentalen melodramatischen Roman, der mit einer spannenden Handlung um den entsprungenen Galeerensträfling Jean Valjean vor allem auf das Elend der proletarisierten Arbeitermassen aufmerksam machen sollte, die Paris inzwischen bevölkerten. Daneben erschienen immer wieder Gedichtsammlungen (mit hohem Anteil politisch und sozial engagierter Texte): 1853 Châtiments („Züchtigungen“), 1856 Contemplations („Besinnliche Betrachtungen“), 1859 Chansons des rues et des bois („Lieder der Straßen und Wälder“) und La Légende des siècles („Die Legende der Jahrhunderte“). 1866 publizierte Hugo Les travailleurs de la mer („Die Arbeiter des Meeres“), einen Roman, der das harte Leben der Küstenfischer schildert, 1869 L’Homme qui rit („Der lachende Mann“, Roman), 1874 Quatre-vingt-treize, einen historischen Roman über den politischen Terror des Schreckensjahres 1793.
Postum erschienen 1887 seine Tagebücher Choses vues, die er von 1830 bis drei Tage vor seinem Tod im Jahr 1885 führte.

### Einsatz für ein Urheberrecht
Victor Hugo setzte sich gemeinsam mit Honoré de Balzac für ein Urheberrecht ein und war einer der wichtigsten Verfechter der Berner Übereinkunft zum Schutz von Werken der Literatur und Kunst.

„Das Buch als Buch gehört dem Autor, aber als Gedanke gehört es – der Begriff ist keineswegs zu mächtig – der Menschheit. Jeder denkende Mensch hat ein Recht darauf. Wenn eines der beiden Rechte, das des Autors oder das des menschlichen Geistes, geopfert werden sollte, dann wäre es, zweifellos, das Recht des Autors, denn unsere einzige Sorge gilt dem öffentlichen Interesse, und die Allgemeinheit, das erkläre ich, kommt vor uns.“

### Die letzten Jahre

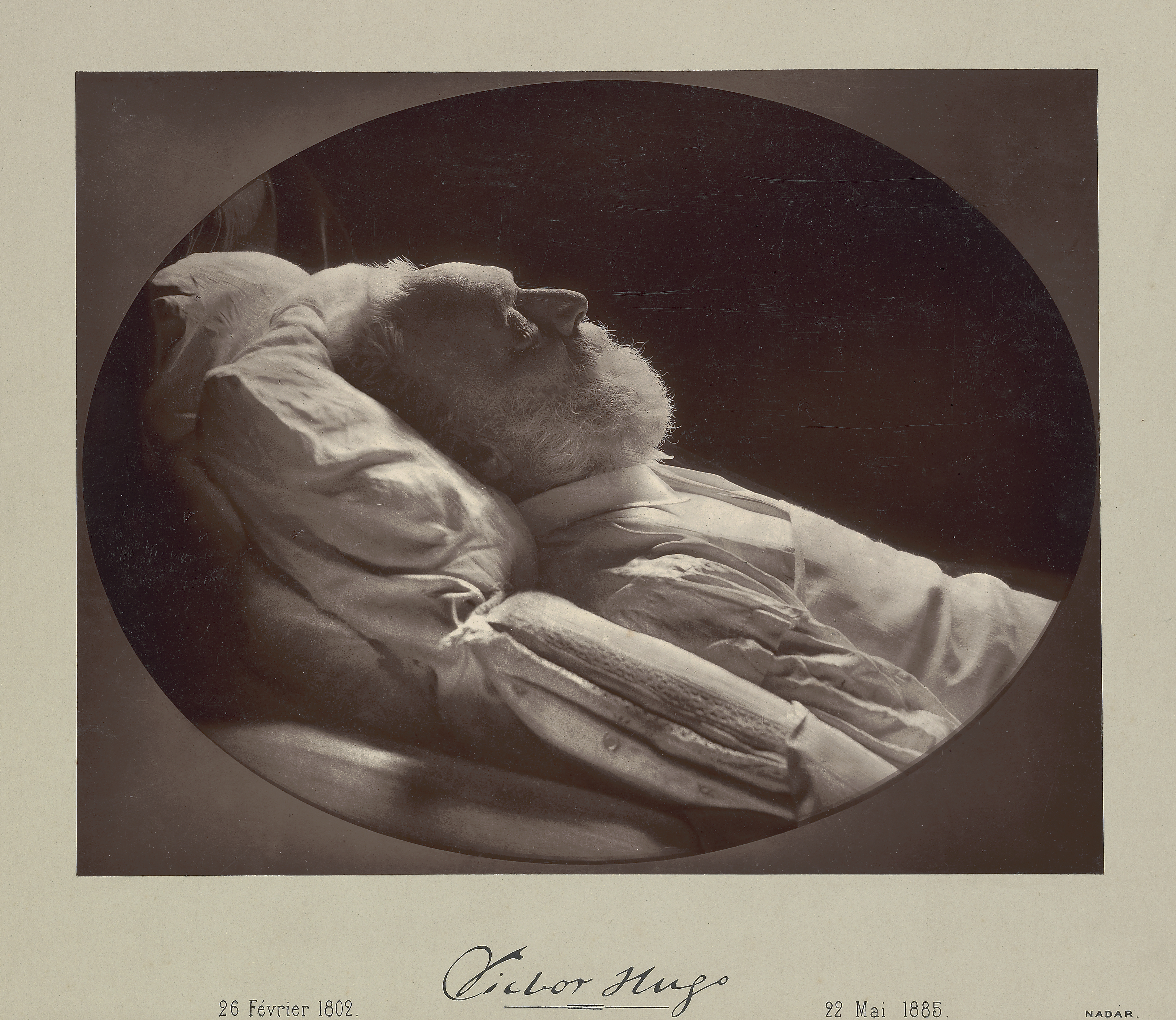
Victor Hugo auf dem Totenbett, Aufnahme von Nadar, Woodburytypie von Paul Nadar, Getty Museum, 1885

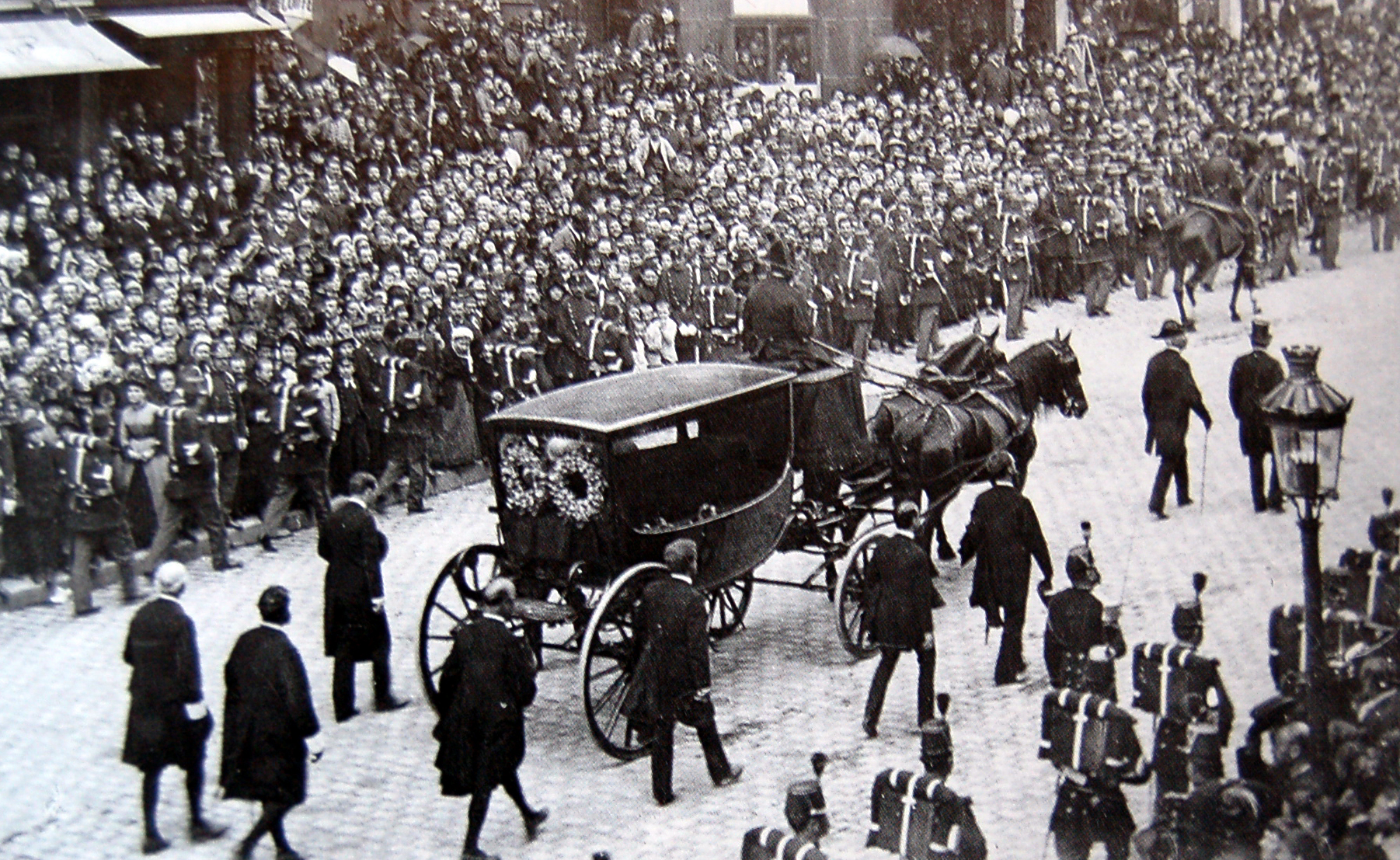
Beerdigungszeremonie für Victor Hugo am 1. Juni 1885

1871, nach dem Sturz Napoleons III., kehrte Hugo aus dem Exil zurück, doch misslangen zunächst seine Versuche, in der Politik der jungen Dritten Republik Fuß zu fassen. Erst 1876 wurde er in den als neues Oberhaus fungierenden Senat gewählt. Nach einem Schlaganfall 1878 ließ seine Schaffenskraft nach, doch konnte er noch einige Jahre seinen Ruhm genießen.
Als Hugo am 22. Mai 1885 starb, kam es in Frankreich zu einer kurzen, aber mit Leidenschaft geführten Debatte, wie man ihn am besten ehren könne. Unter dem Druck der öffentlichen Meinung wurde die Pariser Kirche der Hl. Genoveva, die zur Revolutionszeit zu einer nationalen Ruhmeshalle, dem Panthéon, umgewidmet und danach wieder als Kirche geweiht worden war, erneut zum Pantheon erklärt. Hugo wurde in einem Ehrengrab in der Krypta beigesetzt.
Obwohl Victor Hugo heute – mit Ausnahme von Les Misérables – eher selten gelesen wird, hat er eine ähnliche Bedeutung für die Franzosen, wie Goethe sie im deutschen Sprachraum hat.
Auch auf der Insel Guernsey ist er noch populär. Sein Name ziert Geschäfte und Lokalitäten. Das Victor-Hugo-Haus erfreut sich vieler Besucher. In Saint Peter Port blickt er als überlebensgroße Statue aufs Meer hinaus in Richtung Frankreich.

### Gedenken

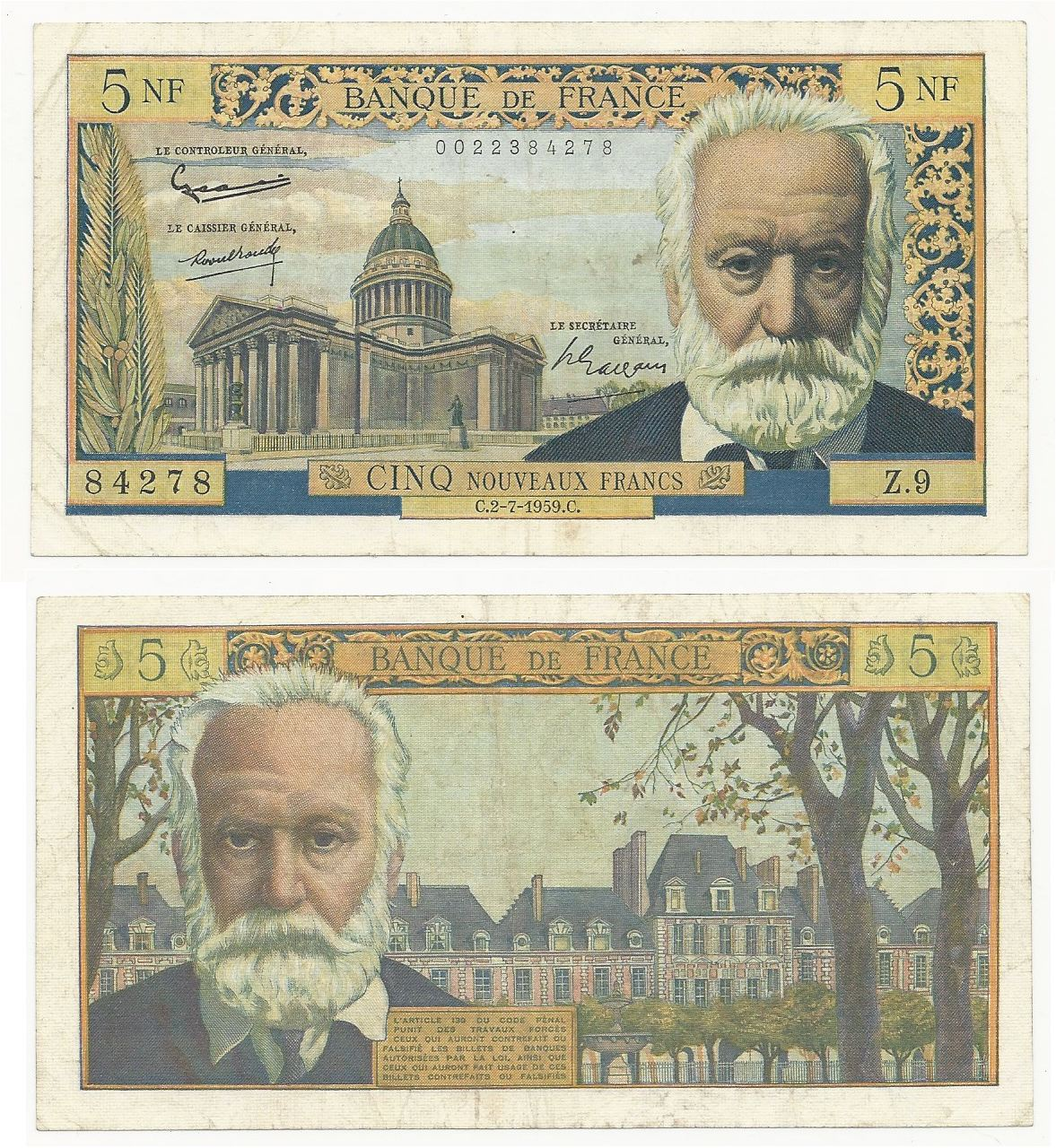
Die Banknote zu 5 Nouveaux Francs 1959 der Banque de France zu Ehren von Victor Hugo mit dem Panthéon (Paris), seinem Bestattungsort, und dem Place des Vosges in Paris, wo er vorübergehend lebte

1959 erschien nach der französischen Währungsumstellung zu seinen Ehren die Banknote zu 5 Nouveaux Francs, herausgegeben von der Banque de France.

## Werke

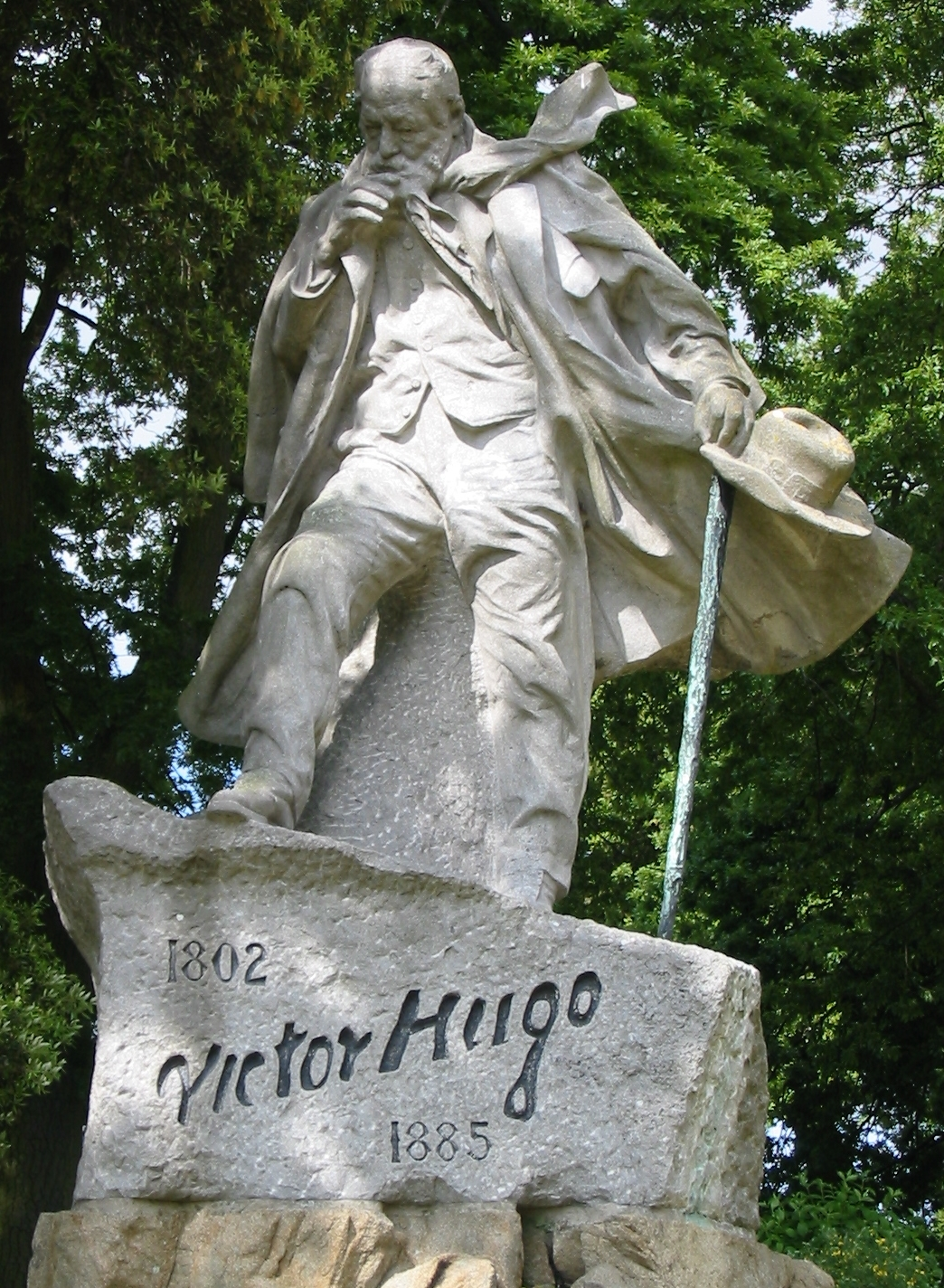
Statue von Victor Hugo in
Saint Peter Port

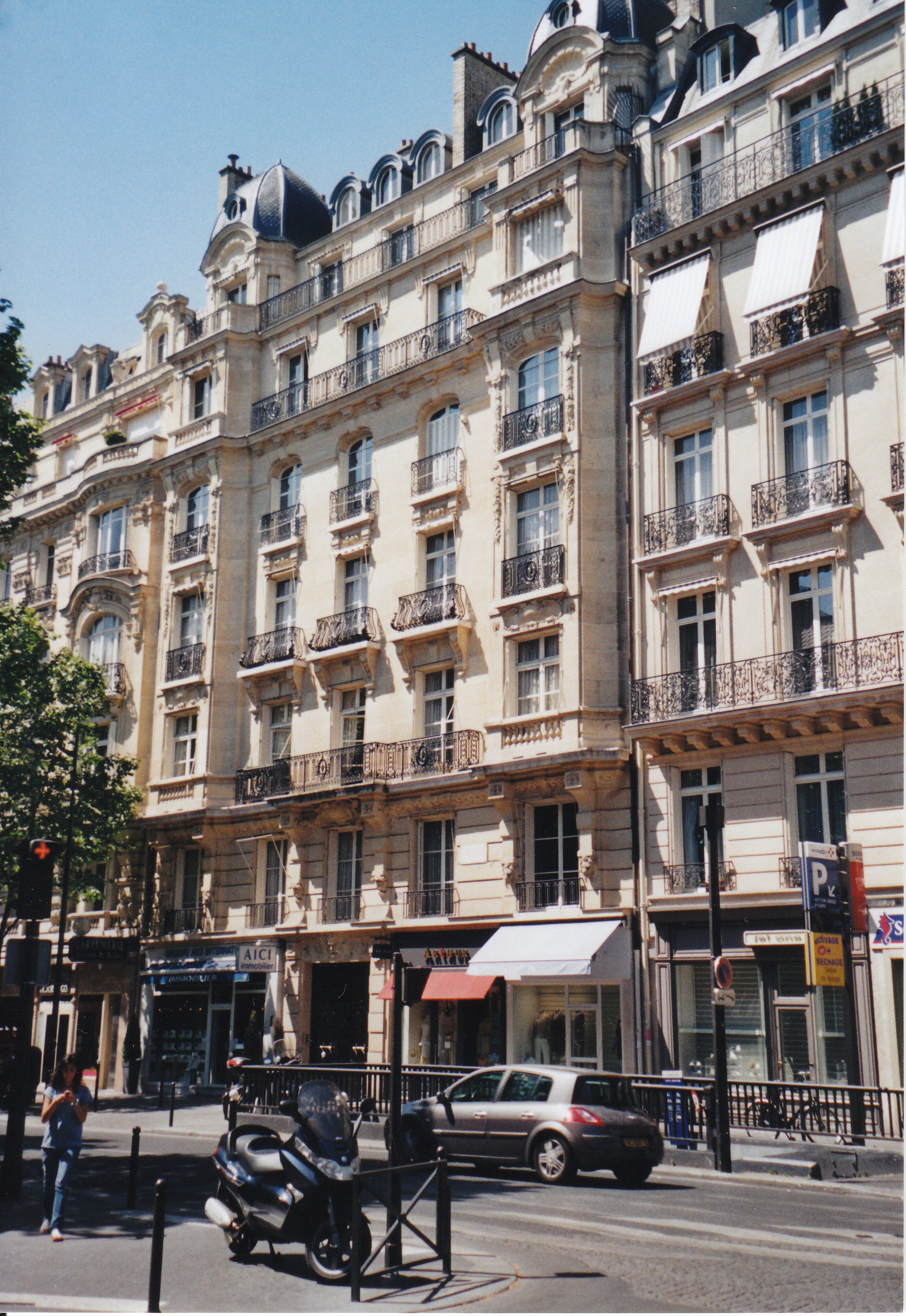
In dem Haus Nummer 124 der Avenue de Saint-Cloud (heute Avenue Victor-Hugo) starb der Schriftsteller

Das literarische Werk Victor Hugos umfasst neben zahlreichen Gedichten neun Romane, neun Dramen und unzählige kleinere Schriften.
Etwa ein Viertel seiner Texte nach 1849 sind politisch motiviert und engagiert. Seine Position scheint auf den ersten Blick widersprüchlich: Er verteidigt das Gewinnstreben und spricht sich gleichzeitig für soziale Gerechtigkeit aus. Er ist liberal, aber gegen Leute, die Profite kumulieren, statt sie zum Vorteil aller zu reinvestieren. Er verabscheut Krieg und Gewalt, aber ruft zum Widerstand auf, wenn es gilt, die Demokratie zu verteidigen. Mehrere seiner Werke wurden vom Vatikan auf den Index der verbotenen Bücher gesetzt. 
Für Heinrich Heine haben die frühen Werke Hugos etwas „grabentstiegen Vampirisches“, sie zeigen die „Extravaganz des Hässlichen“. Er wurde dadurch indirekt zum Wegbereiter der Shakespeare-Rezeption in Frankreich. Erich Auerbach zufolge beruht die wuchtige Wirkung der Werke Victor Hugos auf dem krassen Zusammenstoß zwischen dem Erhabenen und dem Grotesken, auch wenn diese ästhetischen Gegensätze unecht erscheinen.
Neben seinem literarischen Werk hinterließ Victor Hugo ein umfangreiches zeichnerisches Œuvre, das vor allem in seiner Exilzeit entstand. Aus diesem rund 3500 Zeichnungen umfassenden Werk war vom 17. November 2017 bis 15. Januar 2018 im Leopold Museum eine Ausstellung mit 55 Miniaturen zu sehen. Schon in dieser kleinen Auswahl wurden nicht nur die Themenvielfalt des bildenden Künstlers Victor Hugo deutlich, sondern auch die verschiedenen Techniken, die er ab seinem 35. Lebensjahr ab 1837 anwandte; davon ließen sich später auch Günter Brus und Arnulf Rainer beeinflussen.

### Deutsche Gesamtausgabe
Sämmtliche Werke. 19 Bände. Frankfurt a. M., Johann David Sauerländer 1835–1842. Mit gest. Porträt – Erste deutsche Gesamtausgabe. Die Übersetzungen stammen von Georg Büchner (Band 6: Lucretia Borgia. Maria Tudor. 1835. Eine der wenigen Veröffentlichungen Büchners zu Lebzeiten), Ferdinand Freiligrath (Band 9: Oden und vermischte Gedichte. 1836. Freiligraths erste Buchveröffentlichung; Band 11: Dämmerungsgesänge. 1836), August Lewald, Oskar Ludwig Bernhard Wolff, Heinrich Laube u. v. a. (vgl. Hans Fromm: Bibliographie deutscher Übersetzungen aus dem Französischen 1700–1948. 1951. Nr. 12602).
Einige Bände der ersten deutschen Gesamtausgabe sind nicht befriedigend, insbesondere die Übertragung der Gedichte durch Oskar L. Wolff. So ist etwa seine Übertragung der Orientalen (Band 16, Frankfurt 1838) ungenau, teils auch fehlerhaft und mit Auslassungen. Wolffs Übersetzung wurde für die dritte revidierte Ausgabe der Sämmtlichen Werke (Band 20, Stuttgart 1860) durch die Übersetzung von Ludwig Seeger ersetzt.

### Romane
- Die schwarze Fahne (Bug-Jargal), 1826
- Der letzte Tag eines Verurteilten (Le dernier jour d’un condamné), 1829
- Han der Isländer (Han d’Islande), 1831
- Der Glöckner von Notre-Dame (Notre Dame de Paris), 1831 (Vorlage für die Oper La Esmeralda von Louise Bertin, für die Hugo das Libretto verfasste, die Oper Notre Dame von Franz Schmidt, das Musical Der Glöckner von Notre Dame von Luc Plamondon und zahlreiche Verfilmungen)
- Vom Leben und Sterben des armen Mannes Gueux (Claude Gueux), 1834[14][15]
- Die Elenden (Les Misérables), 1862 (Vorlage für das Musical Les Misérables von C.-M. Schönberg)
- Die Arbeiter des Meeres, auch Das Teufelsschiff (Les travailleurs de la mer), 1866
- Der lachende Mann, auch Die lachende Maske und Der Mann mit dem Lachen (L’homme qui rit), 1869
- 1793 (Quatre-vingt-treize), 1874

### Dramen
- Cromwell (mit programmatischer Vorrede), 1827
- Amy Robsart, 1828
- Marion Delorme, 1829 (Vorlage für die Oper Marion Delorme von Amilcare Ponchielli)
- Hernani, 1830 (Vorlage für die Oper Ernani von Giuseppe Verdi)
- Le roi s’amuse, 1832 (Vorlage für die Oper Rigoletto von Giuseppe Verdi)
- Lucrèce Borgia, 1833 (übersetzt von Georg Büchner) (Vorlage für die Oper Lucrezia Borgia von Gaetano Donizetti)
- Maria Tudor, 1833 (übersetzt von Georg Büchner, Vorlage für die Oper Der Günstling von Rudolf Wagner-Régeny)
- Angelo, tyran de Padoue, 1834 (Vorlage für die Opern Il giuramento von Saverio Mercadante, Der Improvisator von Eugen d’Albert und La Gioconda von Amilcare Ponchielli)
- Ruy Blas, 1838 (Vorlage für die Oper Ruy Blas von Filippo Marchetti)
- Les burgraves (Die Burggrafen), 1843

### Reisebeschreibungen
- Le Rhin, Lettres à un ami, Paris 1842, erweiterte Ausgabe Paris 1845
  - Der Rhein. Textauswahl mit Zeichnungen des Autors. Hrsg. und übersetzt von Annette Seemann. Mit einem Nachwort von Hermann Mildenberger, Insel, Berlin 2010 (Insel-Bücherei 1328), ISBN 978-3-458-19328-9;
  - Der Rhein. Vollständige kommentierte Neuübersetzung von W. Preikschat nach der frz. Ausgabe von 1855, e-dition www.lex-icon.eu, Köln 2013.

### Polemiken
- Napoleon le Petit (Zum Staatsstreich Napoleons III.), 1851

### Gedichtzyklen
- Les Orientales (Orientalia), 1829 (Beitrag Hugos zum Philhellenismus, der seit Ausbruch des griechischen Unabhängigkeitskrieges 1821 in Europa Mode war)
- Les Feuilles d’automne (Die Blätter des Herbstes), 1831
  - Herbstblätter. Deutsch von Henri Fournier. Sauerländer, Frankfurt am Main 1836
  - Herbstblätter. Deutsch von Ludwig Seeger. In: Victor Hugo’s sämmtliche poetische Werke, 3. Bd. Rieger, Stuttgart 1861
- Les Chants du Crépuscule (Die Gesänge des Zwielichts), 1835
  - Dämmerungsgesänge. Deutsch von Ferdinand Freiligrath. Sauerländer, Frankfurt am Main 1836
  - Lieder der Dämmerung. Deutsch von Ludwig Seeger. In: Victor Hugo’s sämmtliche poetische Werke, 3. Bd. Rieger, Stuttgart 1861
- L’art d’être grand-père (Die Kunst, Großvater zu sein), 1877. Deutsch von Mirko Bonné und Juliette Aubert-Affholder. Verlag Das kulturelle Gedächtnis, Berlin 2022, ISBN 978-3-946990-71-0

(weitere Gedichtbände und -zyklen siehe französische Wikisource)

### Reden
- La défense du littoral
- La condition féminine
- L’enseignement religieux
- Plaidoyer contre la peine de mort

### Aufzeichnungen
- Choses vues. J. Hetzel & A. Quantin, Paris 1887.
- Choses vues. Nouvelle Série. Calmann Lévy, Paris 1900.
  - Deutsche Übersetzung einer Auswahl aus beiden Bänden: Ozean. Dinge, die ich gesehen habe. Herausgegeben, aus dem Französischen und mit einer Einleitung versehen von Alexander Pschera. (Reihe: Französische Bibliothek, No. 17) Matthes & Seitz, Berlin 2023, ISBN 978-3-7518-0916-0.[16]

## Adaptionen

### Verfilmungen
Aufgelistet sind einige Verfilmungen von Romanen Hugos. In Klammern das Ursprungsland.
- 1923: Der Glöckner von Notre Dame (The Hunchback of Notre Dame). Regie: Wallace Worsley (USA), mit Lon Chaney
- 1928: Der Mann, der lacht (The Man Who Laughs). Regie: Paul Leni (USA), mit Conrad Veidt
- 1934: Die Verdammten (Les Misérables). Regie: Raymond Bernard (Frankreich)
- 1935: Die Elenden (Les Misérables). Regie: Richard Boleslawski (USA), mit Fredric March und Charles Laughton
- 1939: Der Glöckner von Notre Dame (The Hunchback of Notre Dame). Regie: William Dieterle (USA), mit Charles Laughton und Maureen O’Hara
- 1943: Les Misérables. Regie: Ferando A. Rivero (Mexiko)
- 1948: I Miserabili. Regie: Riccardo Freda (Italien)
- 1952: Die Legion der Verdammten. Regie: Lewis Milestone (USA), mit Debra Paget und Sylvia Sidney
- 1953: Sea Devils (deutsch Im Schatten des Korsen) (nach Les travailleurs de la mer). Regie: Raoul Walsh (USA), mit Rock Hudson
- 1956: Der Glöckner von Notre Dame (Notre Dame de Paris). Regie: Jean Delannoy (Frankreich/Italien), mit Anthony Quinn und Gina Lollobrigida
- 1958: Die Elenden (Les Misérables). Regie: Jean-Paul Le Chanois (Frankreich/Italien/DDR), mit Jean Gabin, Bourvil und Elfriede Florin
- 1966: Marie Tudor . Regie: Abel Gance (Frankreich)
- 1976: Die Liebe und die Königin (nach Marie Tudor). Regie: Martin Eckermann (DDR)
- 1978: Les Misérables. Regie: Glenn Jordan (Großbritannien), mit Richard Jordan, Anthony Perkins und Cyril Cusack
- 1982: Der Glöckner von Notre Dame. Regie: Michael Tuchner (England), mit Anthony Hopkins und Lesley-Anne Down
- 1982 und 1985: Les Misérables. Regie: Robert Hossein (Frankreich), mit Lino Ventura
- 1995: Les Misérables. Regie: Claude Lelouch (Frankreich), mit Jean-Paul Belmondo
- 1996: Der Glöckner von Notre Dame. Disney-Zeichentrickfilm (USA)
- 1997: Der Glöckner von Notre Dame. Regie: Peter Medak (USA), mit Mandy Patinkin, Salma Hayek und Richard Harris
- 1998: Les Misérables. Regie: Bille August (USA, England, Deutschland), mit Liam Neeson, Uma Thurman und Geoffrey Rush
- 2000: Les Misérables – Gefangene des Schicksals. Regie: Josée Dayan (Frankreich, Italien, Spanien, Deutschland, USA), mit Gérard Depardieu, John Malkovich und Veronica Ferres
- 2002: Ruy Blas (deutsch Ruy Blas, der Geliebte der Königin). Regie: Jacques Weber (Frankreich), mit Carole Bouquet und Gérard Depardieu
- 2012: Les Misérables (Musicalverfilmung). Regie: Tom Hooper (England), mit Hugh Jackman, Russell Crowe, Anne Hathaway und Amanda Seyfried
- 2012: L’homme qui rit. Regie: Jean-Pierre Améris (Frankreich), mit Gérard Depardieu, Marc-André Grondin und Emmanuelle Seigner

Einige Werke Hugos wurden sehr oft verfilmt; so gibt es zum Beispiel gut 50 verschiedene Verfilmungen von Les Misérables. Einzelheiten dazu finden sich auf den Seiten der einzelnen Werke.

### Musicaladaptionen
Aufgelistet sind einige Musicaladaptionen von Romanen Hugos. In Klammern der deutsche Titel der Romanvorlage.
- 1980: Les Misérables (↔ Die Elenden) Buch: Alain Boublil, Musik: Claude-Michel Schönberg[17]
- 1999: Disneys Der Glöckner von Notre Dame (↔ Der Glöckner von Notre-Dame) Buch: James Lapine/Peter Parnell, Musik: Alan Menken[18]
- 2019: Der Mann mit dem Lachen (↔ Der lachende Mann) Buch: Tilmann von Blomberg, Musik: Frank Nimsgern, Auftragswerk der Staatsoperette Dresden[19]

### Graphic Novels
Es liegen verschiedene Adaptionen als Graphic Novels auch in deutscher Sprache vor, so zum Beispiel Der lachende Mann durch Fernando de Felipe.

## Victor-Hugo-Museen
Victor Hugo wird in drei Museen gewürdigt, die jeweils unterschiedliche Aspekte seines Lebens und Schaffens beleuchten:

### Maison de Victor Hugo in Paris
- Das Maison de Victor Hugo befindet sich am Place des Vosges im Marais-Viertel von Paris. Victor Hugo lebte von 1832 bis 1848 in dieser Wohnung im zweiten Stock. Das Museum zeigt eine Vielzahl von Exponaten, die Einblicke in sein Leben und Werk geben, darunter Manuskripte, Zeichnungen, Möbel und persönliche Gegenstände. Die Räume sind thematisch eingerichtet, um verschiedene Phasen von Hugos Leben zu reflektieren, wie seine Zeit im Exil und seine politischen Engagements.

### Hauteville House, Maison d’exil de Victor Hugo
- Das Hauteville House befindet sich in Saint Peter Port auf der Insel Guernsey. Dieses Haus war Victor Hugos Residenz während seines 15-jährigen Exils von 1856 bis 1870. Das Gebäude, das er selbst gestaltet und dekoriert hat, ist ein beeindruckendes Beispiel für seine Kreativität und seinen künstlerischen Ausdruck. Das Museum bewahrt viele Originalmöbel und Dekorationen, die von Victor Hugo entworfen wurden, sowie Manuskripte und andere persönliche Gegenstände, die seine Zeit im Exil dokumentieren.

### Musée Victor-Hugo (Villequier)
- Das Musée Victor-Hugo in Villequier befindet sich in einem Herrenhaus, das Victor Hugos Schwiegervater gehörte. Dieses Museum ist besonders berührend, da es dem tragischen Tod seiner Tochter Léopoldine gewidmet ist, die 1843 bei einem Bootsunfall in der Seine ertrank. Die Ausstellungen konzentrieren sich auf Victor Hugos Familie, seine literarische Karriere und die Auswirkungen des Verlustes seiner Tochter auf sein Werk. Das Museum enthält auch viele persönliche Gegenstände und Erinnerungsstücke der Familie Hugo.

Diese drei Museen bieten einen umfassenden Einblick in Victor Hugos facettenreiches Leben und seine außergewöhnliche Schaffenskraft, von seinen frühen Jahren in Paris über sein produktives Exil bis hin zu den persönlichen Tragödien, die seine Werke tief beeinflussten.

## Dokumentarfilm
- Victor Hugo auf Guernsey – Ein Schriftsteller im Exil. Regie: Mathilde Deschamps, ARTE F, Frankreich, 53 Minuten, 2018.